# Helge Jørgensen
Helge Jørgensen (ur. 17 września 1937 w Odense) – piłkarz duński grający podczas kariery na pozycji napastnika.

## Kariera klubowa
Całą piłkarską karierę Helge Jørgensen występował w klubie KFUM Odense.

## Kariera reprezentacyjna
W reprezentacji Danii Jørgensen zadebiutował 11 czerwca 1962 w wygranym 6-1 meczu Mistrzostw Nordyckich z Norwegią, w którym w 22 min. otworzył wynik spotkania. Ostatni raz w reprezentacji wystąpił 29 listopada 1964 w przegranym 2-4 meczu Mistrzostw Nordyckich ze Szwecją. W 1962 roku rozegrał w kadrze narodowej 6 meczów, w których strzelił 2 bramki. W 1964 był w kadrze na Puchar Narodów Europy, na którym Dania zajęła ostatnie, czwarte miejsce.
| Mecze i gole w reprezentacji | Mecze i gole w reprezentacji | Mecze i gole w reprezentacji | Mecze i gole w reprezentacji | Mecze i gole w reprezentacji | Mecze i gole w reprezentacji | Mecze i gole w reprezentacji |
| #                            | Data                         | Miasto                       | Przeciwnik                   | Gol                          | Wynik                        | Rozgrywki                    |
| ---------------------------- | ---------------------------- | ---------------------------- | ---------------------------- | ---------------------------- | ---------------------------- | ---------------------------- |
| 1.                           | 11.06.1962                   | Kopenhaga                    | Norwegia                     | Gol                          | 6:1                          | Mistrzostwa Nordyckie        |
| 2.                           | 28.06.1962                   | Kopenhaga                    | Malta                        |                              | 6:1                          | el. ME                       |
| 3.                           | 11.09.1962                   | Odense                       | Antyle Holenderskie          |                              | 3:1                          | towarzyski                   |
| 4.                           | 16.09.1962                   | Helsinki                     | Finlandia                    | Gol                          | 6:1                          | Mistrzostwa Nordyckie        |
| 5.                           | 26.09.1962                   | Kopenhaga                    | Holandia                     |                              | 4:1                          | towarzyski                   |
| 6.                           | 28.10.1962                   | Sztokholm                    | Szwecja                      |                              | 2:4                          | Mistrzostwa Nordyckie        |